# Esch/Auweiler
Esch/Auweiler, Köln-Esch/Auweiler — dzielnica miasta Kolonia w Niemczech, w okręgu administracyjnym Chorweiler, w kraju związkowym Nadrenia Północna-Westfalia, na lewym brzegu Renu.